# Айдахски заек
Айдахският заек (Brachylagus idahoensis) е вид бозайник от семейство Зайцови (Leporidae), единствен представител на род Brachylagus.

## Разпространение и местообитание
Разпространен е в САЩ.